# Ahmed Alsoudani
Ahmed Alsoudani (* 1975 arabisch أحمد السوداني in Bagdad) ist ein US-amerikanischer Maler, der 2009 nach Berlin-Kreuzberg übersiedelte.
Al junger Mann von 19 Jahren floh er 1995 aus dem Irak nach Damaskus, wo er seine Leidenschaft für die Malerei entdeckte. Nach seiner Übersiedlung in die USA im Jahre 1999 studierte er Kunst am Maine College of Art mit dem Abschluss BFA im Jahre 2006. An der Yale University schloss er 2008 mit dem MFA in Malerei ab.
Seine erste Gemeinschaftsausstellung fand im Jahre 2007 in Manhattan statt. Seit dieser Zeit variiert er seine zerrissene Darstellung von Lebewesen und Dingen. Seine Werke finden in Galerien in den USA und Europa sowohl Beachtung als auch Kunden und werden im Nahen Osten geschätzt.
Die New Yorker Galerie Goff + Rosenthal finanzierte im Jahre 2009 seinen Umzug nach Berlin und mietete Wohnung und Atelier für ihn an.

## Ausstellungen (Auswahl)
- 2007: Gruppenausstellung The Atrocity Exhibition, Thierry Goldberg Projects, New York City[1]
- 2008: Ahmed Alsoudani, Mehr Gallery, New York City[2]
- 2009: Ahmed Alsoudani, Goff+Rosenthal, New York City[3]
- 2010: Gruppenausstellung Unveiled – New Art from the Near East, Saatchi Gallery, London[4]
- 2011: Gruppenausstellung im irakischen Pavillon auf der Biennale di Venezia